# ريادة الأعمال في قطر
احتلت ريادة الأعمال في قطر أهمية كبيرة منذ مطلع القرن الواحد والعشرين لجذب الشباب الي ابتكار مشاريعهم الخاصة  بدلا من الاعتماد على الوظيفة الحكومية

## مراكز متقدمة
حققت الدولة مراكز متقدمة في تقرير المرصد العالمي لريادة الأعمال لدولة قطر لعام 2020-2021  الصادر بالتعاون بين التحالف الدولي للمرصد العالمي لريادة الأعمال بقيادة جامعة بابسون بأمريكا، وكلية لندن للأعمال، وبنك قطر للتنمية الذي يعدّ ممثل دولة قطر في إصدار هذا التقرير
يقوم بنك قطر للتنمية بتبني المشاريع المميزة التي يتم اقتراحها من قبل المواطنين، ويسهم في تمويل تلك المشاريع ومراجعة اقتراحات دراسة الجدوى والخدمات الاستشاريّة القانونيّة والماليّة والتسويقيّة التي تسهم في إنجاحها
فيما أطلقت عدد من المؤسسات المصرفية والأكاديمية والبحثية مراكز لدعم رواد الأعمال وتوفير التمويل والمقرات والاستشارات لإطلاق أعمالهم

## تقدم ملموس
بدأت دولة قطر فعليا في إطلاق برامج ريادة الأعمال عام 2004 من خلال بنك قطر للتنمية، وهو بنك حكومي يقدم قروضا للمشاريع الصناعية بفوائد بسيطة، وجرى تأسيس حاضنة قطر للأعمال في نفس العام والتي تضم حاليا نحو 350 شركة في جميع القطاعات انطلاقا من الصناعة الذي يعد المجال الأكثر تواجدا في المحفظة التمويلية، وإلى التعليم والصحة إضافة إلي الخدمات والأمن الغذائي، والتكنولوجيا المالية
وخصص البنك تمويلا بقيمة 100 مليون ريال قطري نحو 25 مليون دولار وبلغ عدد الشركات الممولة من طرف بنك قطر للتنمية إلى حوالي 900 شركة في عام واحد، فيما نجح البنك في تطوير وتدريب ما يصل إلى 7500 شركة في عام 2020  كما ان اقبال الشباب لتأسيس اعمالهم الخاصة زاد بنسبة ١٥٠٪  خلال السنوات الاربع الأخيرة

## جوائز
جائزة قطر لريادة الأعمال (جائزة روَّاد)، هي مبادرة تقام مرة كل سنتين للاحتفاء برواد الأعمال القطريين الناجحين وبإنجازاتهم في تعزيز الابتكار ونشر ثقافة ريادة الأعمال في قطر وتقدم الجوائز خلال مؤتمر خاص بريادة الأعمال للجمع بين رواد الأعمال القطريين والفاعلين الرئيسيين في منظومة ريادة الأعمال لتبادل الأفكار واستكشاف الفرص لدعم روَّاد الأعمال في مختلف القطاعات

## حواضن أخرى
استلهمت جهات حكومية اخري في الدولة فكرة ريادة الأعمال وقامت بإنشاء حواضن لتقديم المساعدات التمويلية والاستشارية في هذا الصدد ومن ذلك، حاضنة الأعمال الرقمية بوزارة الاتصالات وتكنولوجيا المعلومات والتي تأسست  بهدف تعزيز ابتكار تكنولوجيا المعلومات والاتصالات في قطر، وخاصة بين الشباب في المراحل الأولى بالغة الأهمية من تأسيسهم مشاريع تجارية متعلقة بالتكنولوجيا أو تنميتها.
كما أسست واحة قطر للعلوم والتكنولوجيا  وهي جهة تابعة لمؤسسة قطر مركز حاضنة الأعمال هو برنامج لاحتضان الأعمال التي تركز على التكنولوجيا ويستهدف تعزيز ريادة الأعمال المحلية في مجال التكنولوجيا في دولة قطر.
أما جامعة قطر تم تأسيس مركز ريادة الأعمال (CFE) في سيبتمبر 2013 كمبادرة من كلية الإدارة والاقتصاد في جامعة قطر لدعم ريادة الأعمال في الجامعة والمجتمع ككل. ويعمل مركز ريادة الأعمال على ربط الحياة الأكاديمية مع الواقع العملي من خلال توفير خدمات التدريب، وحاضنة الأعمال، والأبحاث، وخدمات CFE مصممة لطلاب وخريجين وموظفين من جامعة قطر وأيضاً تمتد إلى القطاع الخاص، والمجتمعات التجارية والجمعيات والوكالات الحكومية. وتشمل خدمات CFE تقديم برامج تدريبية لخلق الوعي حول أهمية ريادة الأعمال وتطوير مهارات الطلاب والطالبات ليصبحوا رواد أعمال ناجحين